# Knodus geryi
Knodus geryi é uma espécie de peixe da família dos caràcids e da ordem dos caraciformes. Os machos podem alcançar 6,5 cm de comprimento. A espécie tem 38-39 vértebras.
Comem matéria vegetal e insetos. Vivem em zonas de clima tropical, na América do Sul, mais especificamente, na bacia do rio Paraguai, no Brasil.